# Planoconusa
Planoconusa, en ocasiones erróneamente denominado Planconusa, es un género de foraminífero planctónico invalidado por ser considerado nombre superfluo de Parvularugoglobigerina de la familia Eoglobigerinidae, de la superfamilia Globorotalioidea, del suborden Globigerinina y del orden Globigerinida. Su especie tipo es Globigerina eugubina. Su rango cronoestratigráfico abarcaba el Daniense inferior (Paleoceno inferior).

## Descripción
Su descripción coincide con la del género Parvularugoglobigerina, ya que Planoconusa representa un nombre superfluo de este género. Fue propuesto como nombre sustituto de Parvularugoglobigerina, porque este último nombre resultaba equívoco al dar a entender que exhibía una textura de pared rugosa, como Rugoglobigerina, cuando en realidad presenta pared lisa microperforada.

## Discusión
Clasificaciones posteriores incluirían Planoconusa en la familia Globanomalinidae y en la superfamilia Globigerinitoidea.

## Clasificación
Planoconusa incluía a las siguientes especies:
- Planoconusa eugubina †, aceptado como Parvularugoglobigerina eugubina